# Erysimum welchevii
Erysimum welchevii là một loài thực vật có hoa trong họ Cải. Loài này được Urum. mô tả khoa học đầu tiên năm 1919.